# IC 2183
IC 2183 — галактика типу NF (в процесі підтвердження) у сузір'ї Великий Пес.
Цей об'єкт міститься в оригінальній редакції індексного каталогу.